# صدیق داداشوف
صدیق علی‌اکبر اوغلو داداشوف (ترکی آذربایجانی: Sadıq Ələkbər oğlu Dadaşov؛ ۱۵ آوریل ۱۹۰۵ – ۲۴ دسامبر ۱۹۴۶) معمار و مورخ معماری اهل امپراتوری روسیه (جمهوری آذربایجان کنونی) بود.

## جوایز:
وی برندهٔ جوایزی همچون نشان لنین و نشان پرچم سرخ کار شده‌است.